# Acosta-Gletscher
Der Acosta-Gletscher ist ein 3 km langer Gletscher auf der westantarktischen Thurston-Insel, der unmittelbar östlich des Dyer Point nach Norden fließt.
Das Advisory Committee on Antarctic Names benannte ihn nach Alex V. Acosta (* 1942), Computer- und Grafikspezialist des United States Geological Survey, unter dessen Mitwirkung hochauflösende Satellitenkarten vom antarktischen Kontinent entstanden.